# Martes de Reventón
El Martes de Reventón, también conocido sencillamente como reventón, es una tradición nacida en Cieza (Murcia) España que acontece el Martes de Carnaval por la tarde y consiste en la degustación de las tradicionales tortas fritas ciezanas o tortas del reventón. Es una tradición que también se realiza en municipios adyacentes. Dichas tortas se toman mojadas en chocolate caliente, aunque hay diversas variaciones dependiendo del hogar y las tradiciones familiares.

## Historia
Este evento no tiene una clara referencia temporal al momento de su comienzo, pero se ha ido trasmitiendo de generación en generación a lo largo del tiempo y de este modo se ha realizado en los hogares ciezanos desde hace siglos.
Con el Martes de Reventón se finaliza el tiempo de carnaval y se inaugura la Cuaresma, que comenzará con el Miércoles de Ceniza al día siguiente. Es una forma de celebrar un último gran banquete antes del comienzo de la Cuaresma, en la cual cada viernes hasta Pascua habrá que hacer abstinencia, es decir, no consumir carne durante esa jornada. Se produce de este modo una contraposición entre el atracón con las tortas fritas el martes y el ayuno y la abstinencia que la Iglesia recomienda realizar el Miércoles de Ceniza.

## Tortas del reventón
Los ingredientes de las tortas fritas son sencillos, aunque así no tanto su preparación. Las tortas del reventón se realizan con agua, huevos, harina, levadura y sal, aunque también se le puede añadir leche o canela, a gusto del consumidor. También es necesario aceite de oliva para freír la masa y azúcar para espolvorear al finalizar.